# 1433 en arts plastiques
| Années des arts plastiques : 1430 - 1431 - 1432 - 1433 - 1434 - 1435 - 1436    |
| Décennies des arts plastiques : 1400 - 1410 - 1420 - 1430 - 1440 - 1450 - 1460 |

Cette page concerne l'année 1433 en arts plastiques.

## Naissances

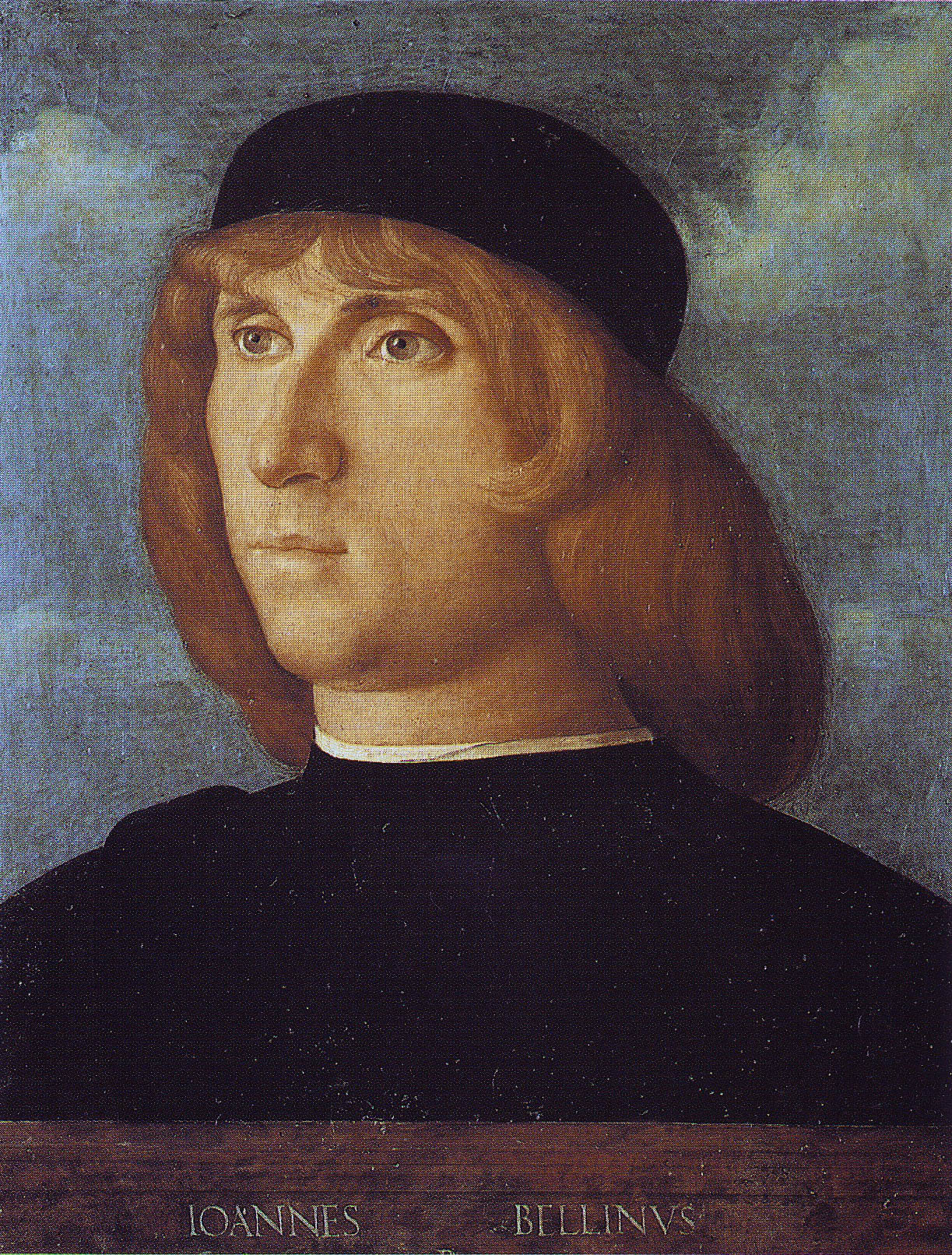
Giovanni Bellini, autoportrait

- entre 1425 et 1433 : Giovanni Bellini, peintre italien († 29 novembre 1516).